# لويس أوليفاس
لويس أوليفاس (بالإسبانية: Luis Olivas)‏ هو لاعب كرة قدم مكسيكي، ولد في 10 فبراير 2000 في تبيك في المكسيك.

## وصلات خارجية
- لويس أوليفاس على موقع قاعدة بيانات كرة القدم.إي يو (الإنجليزية)
- لويس أوليفاس على موقع ناشيونال فوتبول تيمز (الإنجليزية)
- لويس أوليفاس على موقع Soccerway.com (الإنجليزية)
- لويس أوليفاس على موقع عالم كرة القدم.نت (الإنجليزية)